# Café Josty
Il Café Josty fu un locale di Berlino, situato in Potsdamer Platz. All'inizio del 2001, un nuovo Café Josty è stato aperto all'interno del Sony-Center, non lontano dalla sua collocazione originale.

## Storia

### XIX secolo

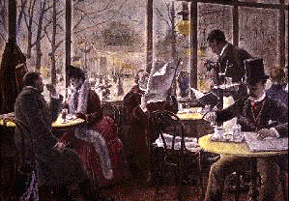
Paul Hoeniger: Im Café Josty, 1890

I fratelli Josty immigrarono da Sils (Svizzera) a Berlino e fondarono la pasticceria Zuckerbäckerei Johann Josty & Co. nel 1796. Da questa società emerse, almeno a partire dal 1812 il Café Josty, inizialmente situato "An der Stechbahn", all'epoca sulla Schlossfreiheit (oggi Schlossplatz), e infine, dopo il 1880, in Potsdamer Platz.
Il primo indirizzo fu frequentato da artisti quali Heinrich Heine, Joseph von Eichendorff e i Fratelli Grimm, e in epoca imperiale da Theodor Fontane e Adolph von Menzel. Nel 1900, la famiglia Josty vendette il caffè alla vedova del fondatore del Café Bauer. Il Café Josty venne ammodernato ma mantenne il suo nome originale.

### XX secolo
Nel XX secolo il locale divenne un importante punto di incontro per gli artisti, in particolare dei movimenti dell'Espressionismo e della Nuova oggettività. Paul Boldt descrisse l'aspetto del caffè in un noto sonetto del 1912.
Erich Kästner usò il locale come ambientazione per una scena importante del suo libro per bambini Emil und die Detektive.
Il caffè chiuse nel 1930, e l'edificio che lo ospitava venne distrutto durante la II guerra mondiale. Nel film di Wim Wenders, Il cielo sopra Berlino, un uomo anziano tenta di trovare il luogo dove sorgeva il caffè, senza però riuscirvi.

## Il nuovo Café Josty
Il nuovo Café Josty si trova all'interno del Sony-Center, a soli 200 metri dalla sua collocazione originale. È popolare tra i turisti e attrae alcuni artisti nel periodo della Berlinale.